# Lars Ritzka
Lars Ritzka (* 7. Mai 1998 in Hannover) ist ein deutscher Fußballspieler.

## Werdegang
Der Abwehrspieler ist der Sohn von Thomas Ritzka, der für den TSV Havelse in der seinerzeit drittklassigen Oberliga Nord spielte. Ritzka selbst begann seine Karriere beim TSV Limmer aus Hannover und wechselte im Jahre 2010 in die Jugendabteilung von Hannover 96. Zur Saison 2013/14 kehrte er zum TSV Limmer zurück, bevor er erneut zu Hannover 96 wechselte. Lars Ritzka gehörte in der Saison 2014/15 dem Kader der B1-Junioren (U17) von Hannover 96 an, die es in das Halbfinale um die deutsche Meisterschaft schafften und dort am VfB Stuttgart scheiterten. Außerdem gewann er 2016 mit den A-Junioren (U19) den DFB-Junioren-Pokal. In der Saison 2016/17, seiner letzten Spielzeit bei den Junioren, kam Ritzka bereits einmal in der zweiten Mannschaft in der viertklassigen Regionalliga Nord zum Einsatz und stand bei den Profis unter seinem ehemaligen U19-Trainer Daniel Stendel in der 2. Bundesliga einmal im Spieltagskader.
Zur Saison 2017/18 schaffte Ritzka nicht den Sprung in die Profimannschaft, die zuvor in die Bundesliga aufgestiegen war, sondern wurde fest in den Kader der zweiten Mannschaft integriert. In seiner ersten regulären Saison im Herrenbereich absolvierte der Verteidiger 27 Regionalligaspiele (ein Tor). In der Saison 2018/19 folgten 26 Regionalligaeinsätze (2 Tore).
Zur Saison 2019/20 wechselte Ritzka in die Regionalliga West zum SC Verl. Er etablierte sich als Stammspieler auf der Linksverteidigerposition und absolvierte 23 Ligaspiele (alle von Beginn), in denen er ein Tor erzielte, ehe die Spielzeit aufgrund der COVID-19-Pandemie ab März 2020 nicht mehr fortgeführt werden konnte. Zudem spielte er 3-mal im DFB-Pokal, in dem die Mannschaft im Achtelfinale am Bundesligisten 1. FC Union Berlin scheiterte. Die Verler beendeten die abgebrochene Saison hinter dem SV Rödinghausen auf dem 2. Platz. Da Rödinghausen keine Lizenz für die 3. Liga beantragten, spielte der SC Verl gegen den 1. FC Lokomotive Leipzig aus der Regionalliga Nordost um den Aufstieg. Ritzka kam in beiden Aufstiegsspielen zum Einsatz, die beide unentschieden endeten und nach denen die Verler aufgrund der Auswärtstorregel aufstiegen. Anschließend verlängerte der 22-Jährige seinen Vertrag für die Saison 2020/21. Der Linksverteidiger war auch in seiner zweiten Saison unumstrittener Stammspieler und absolvierte 35 Drittligaspiele (31-mal von Beginn), in denen er 2 Tore erzielte. Anschließend verließ er den Verein mit seinem Vertragsende.
Zur Saison 2021/22 schloss sich Ritzka dem Zweitligisten FC St. Pauli an.

## Erfolge
- Deutscher Zweitligameister und Aufstieg in die Bundesliga: 2024 (FC St. Pauli)
- Aufstieg in die 3. Liga: 2020 (SC Verl)
- Deutscher A-Junioren-Pokalsieger: 2016 (Hannover 96)